# Veronica olgensis
Veronica olgensis là một loài thực vật có hoa trong họ Mã đề. Loài này được Kom. miêu tả khoa học đầu tiên.

## Hình ảnh

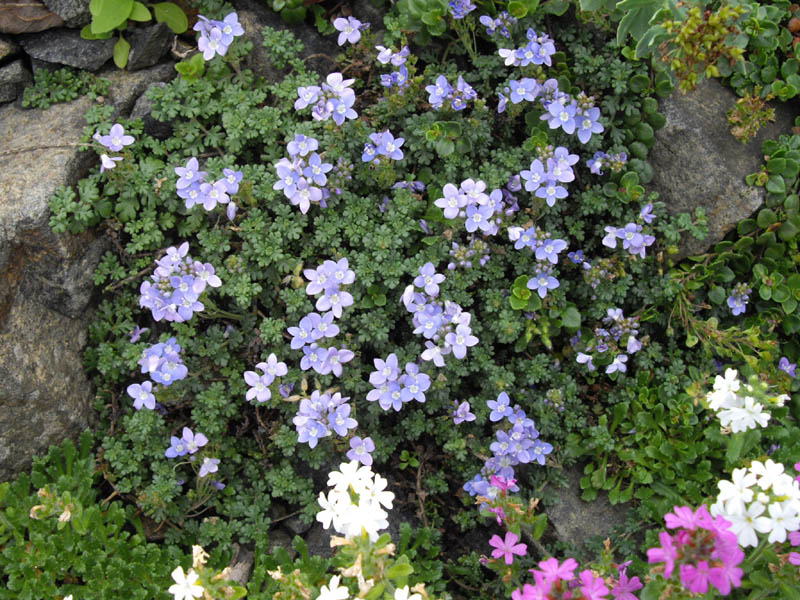
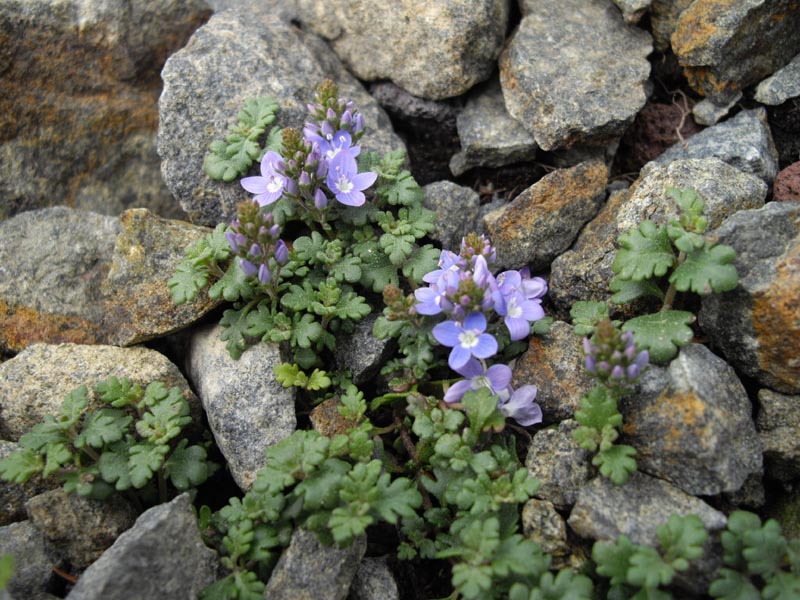